# جائزة هولندا الكبرى 1953
جائزة هولندا الكبرى 1953 هو سباق فورمولا 1 أقيم بتاريخ 7 يونيو 1953 في حلبة بارك زانتفورت، هولندا. كان الثالث من أصل 9 في بطولة العالم لسباقات الفورمولا واحد موسم 1953. حلّ الإيطالي البرتو اسكاري أولا بينما جاء الإيطالي جوزيبي فارينا في المركز الثاني.